# Lucía González (ciclista)
Lucía González Blanco (Viella, Asturias, 9 de julio de 1990) es una ciclista profesional española de ciclocross y ciclismo en ruta. Comenzó destacando en categoría juvenil y sub-23, tanto en ciclocross como en carretera -campeona juvenil y sub-23 de ciclocrós-, lo que la llevó a fichar por el equipo profesional del Lointek en 2010.
Para la temporada 2018 fichó por el Bizkaia Durango-Euskadi Murias, equipo en el que permaneció hasta la desaparición del mismo en 2023.
También forma parte del equipo UCI de ciclocross del Nesta-MMR.
Es la hermana mayor de la también ciclista Alicia González.

## Palmarés

### Ciclocrós
| 2010-11 - 2.ª en el Campeonato de España de Ciclocrós 2011-12 - 3.ª en el Campeonato de España de Ciclocrós 2012-13 - Campeonato de España de Ciclocrós 2014-15 - 2.ª en el Campeonato de España de Ciclocrós 2015-16 - 2.ª en el Campeonato de España de Ciclocrós - Cyclo-cross de Karrantza 2016-17 - 3.ª en el Campeonato de España de Ciclocrós 2017-18 - 2.ª en el Campeonato de España de Ciclocrós - Copa de España de Ciclocross - Cyclo-cross de Karrantza - Ciclocross Ciudad de Valencia - Abadinoko Udala Saria Ziklokrosa 2018-19 - 2.ª en el Campeonato de España de Ciclocrós - 2.ª en la Copa de España de Ciclocross - Cyclo-cross de Karrantza - Ciclocrós de Marín 2019-20 - Campeonato de España de Ciclocrós - 2.ª en la Copa de España de Ciclocross - Ciclocross de Llodio - Ciclocross de Elorrio - Gran Premio Ciudad de Pontevedra - Ciclocross Ciudad de Valencia - Ciclocross de Les Franqueses del Vallès - Trofeo Joan Soler de Ciclocross - Gran Premi Internacional Ciutat de Vic - Abadiñoko Udala Saria - Trofeo San Andrés - Ametzaga Zuia - Ciclocross de Igorre - Cyclo-cross des Crouchaux Coulounieix - Chamiers | 2020-21 - Campeonato de España de Ciclocrós - Copa de España de Ciclocross - Trofeu de Ciclocross Sueca - Ciclo-cross Ciudad de Xàtiva - Ciclocross Ciudad de Valencia 2021-22 - Campeonato de España de Ciclocrós - 2.ª en la Copa de España de Ciclocross - Gran Premio Ciudad de Pontevedra - Cyclo-cross de Karrantza - Ciclocross de Les Franqueses del Vallès - Ciclocross International Xaxancx - Marin-Pontevedra - Ciclo-cross Ciudad de Xàtiva - Ciclocross Ciudad de Valencia 2022-23 - Campeonato de España de Ciclocrós - Copa de España de Ciclocross - Trofeo Villa de Gijón - Gran Premio Ciudad de Pontevedra - Ciclocross de Llodio - Ciclocross Internacional Ciudad de Tarancón - Ciclo-cross Ciudad de Xàtiva - Ciclocross Ciudad de Valencia - Ciclocross de Igorre - iii Ciclocross Internacional con Da Romaiña-municipio de Sangenjo 2023-24 - Campeonato de España de Ciclocrós - Copa de España de Ciclocross - Ciclocross ciudad de Alcobendas Enbici - Ciclocross Internacional Ciudad De Tarazona 2024-25 - Copa de España de Ciclocross - Cyclo-cross de Karrantza - Ciclocross Internacional Ciudad de Tarancón - Ciclocross ciudad de Alcobendas Enbici - Ciclocrosse de Melgaço |

### Ruta
2013
- 3.ª en el Campeonato de España en Ruta

## Resultados en Grandes Vueltas y Campeonatos del Mundo
Durante su carrera deportiva ha conseguido los siguientes puestos en las Grandes Vueltas femeninas y en los Campeonatos del Mundo en carretera y ciclocrós:
| Carrera              | Carrera              | 2010 | 2011 | 2012 | 2013 | 2014 | 2015 | 2016 | 2017 | 2018 | 2019 | 2020 | 2021 | 2022 | 2023 | 2024 | 2025 |
| -------------------- | -------------------- | ---- | ---- | ---- | ---- | ---- | ---- | ---- | ---- | ---- | ---- | ---- | ---- | ---- | ---- | ---- | ---- |
|                      | Giro de Italia       | —    | —    | —    | —    | —    | —    | 72.ª | —    | 51.ª | 94.ª | 82.ª | Ab.  | 55.ª | 71.ª | —    | —    |
|                      | Tour de l'Aude       | —    | X    | X    | X    | X    | X    | X    | X    | X    | X    | X    | X    | X    | X    | X    | X    |
|                      | Tour de Francia      | X    | X    | X    | X    | X    | X    | X    | X    | X    | X    | X    | X    | —    | —    | —    | —    |
|                      | Vuelta a España      | X    | X    | X    | X    | X    | —    | —    | 45.ª | 63.ª | —    | —    | 72.ª | 84.ª | 52.ª | —    | —    |
| Mundial en Ruta      | Mundial en Ruta      | —    | —    | —    | —    | —    | —    | —    | —    | —    | —    | —    | —    | —    | —    | —    | —    |
| Mundial de Ciclocrós | Mundial de Ciclocrós | —    | 32.ª | —    | —    | —    | —    | 21.ª | 19.ª | 30.ª | 22.ª | 18.ª | 28.ª | 20.ª | 19.ª | 22.ª | 32.ª |

—: no participa

Ab.: abandono

X: ediciones no celebradas

La Vuelta a España Femenina conocida como Challenge by La Vuelta de 2015 a 2022.

## Equipos

### Ruta
- Lointek (2010-2017)
- Bizkaia-Durango (2018-2023)
  - Bizkaia Durango - Euskadi Murias  (2018)
  - Bizkaia Durango (2019-2023)

### Ciclocrós
- Nesta-CX Team (2018-)
  - Nesta CX Team  (2018-2019)
  - Nesta - Skoda Alecar CX Team (2019-2021)
  - Nesta - MMR CX Team (2021-)